# Averara
Averara (lombardul: Vréra) település Olaszországban, Lombardia régióban, Bergamo megyében. Lakosainak száma 180 fő (2023. január 1.). Averara Santa Brigida, Mezzoldo, Olmo al Brembo, Albaredo per San Marco, Gerola Alta és Bema községekkel határos.

## Népesség
A település népességének változása:
| Lakosok száma | 182  | 178  | 180  |
|               | 2017 | 2018 | 2023 |